# Dedovița Nouă, Mehedinți
Dedovița Nouă este un sat în comuna Șimian din județul Mehedinți, Oltenia, România.